# Tefilin

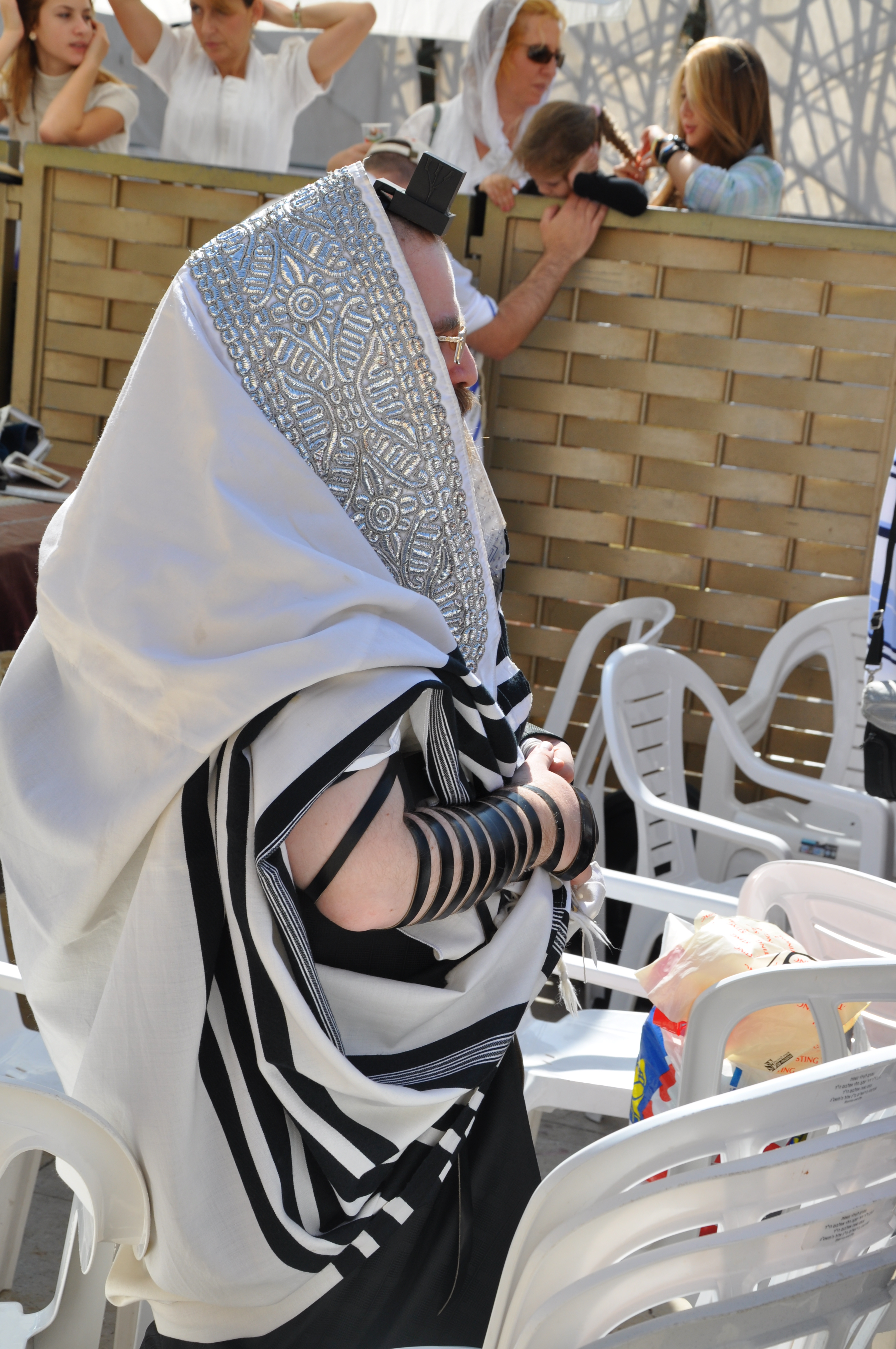
gebedsriemen en gebedskleed.

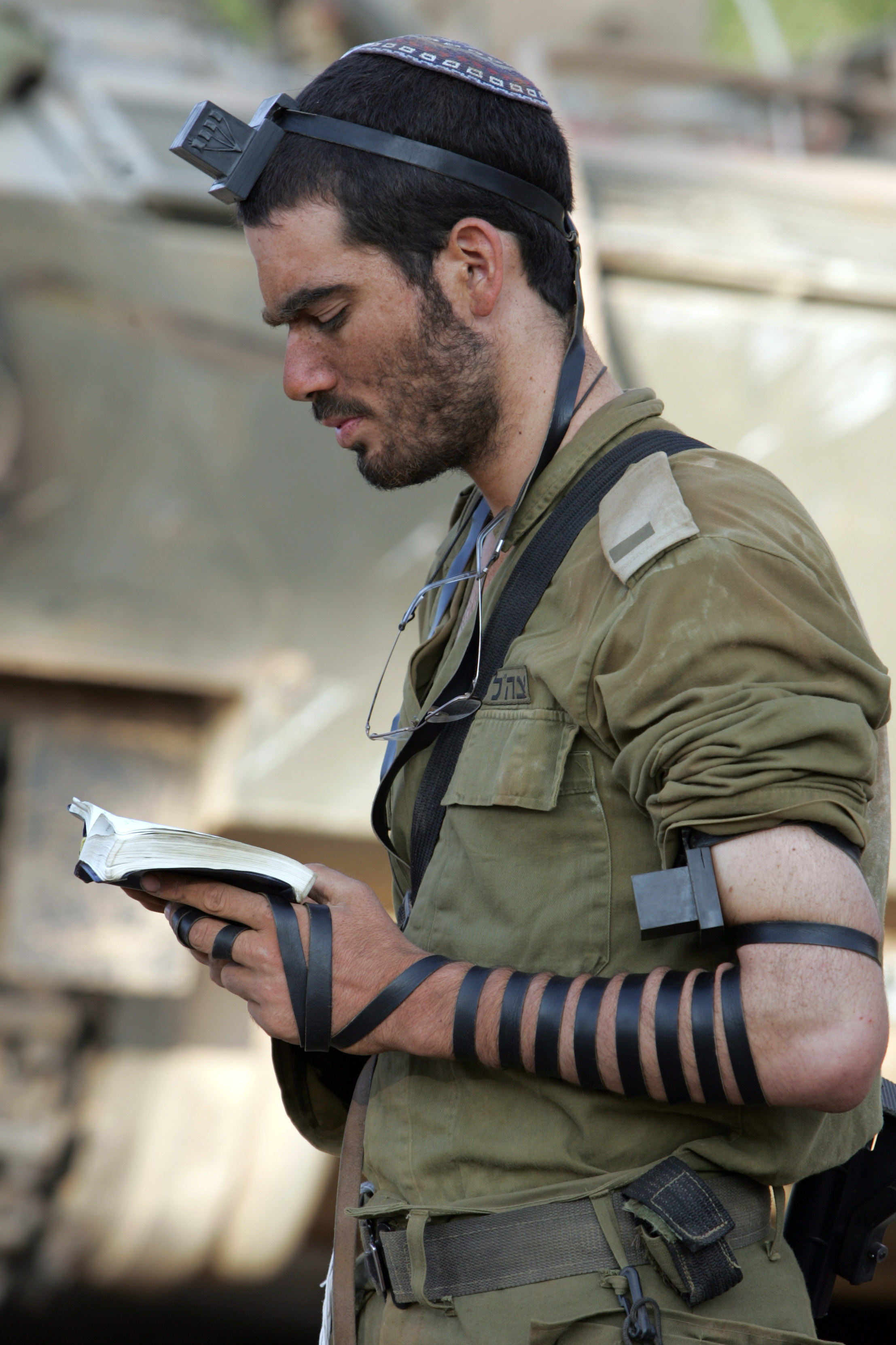
Israëlisch defensieleger
-soldaat Asael Lubotzky bidt met tefillin

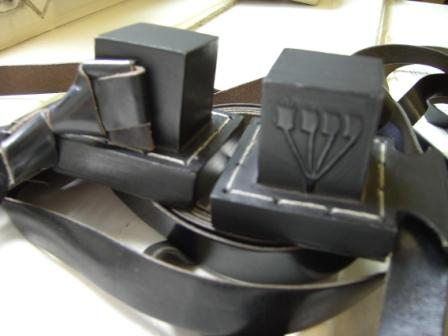

Tefilin, tefillien (Hebreeuws: תפילין, afgeleid van tefiela, gebed) of tefillen (Nederlands-Jiddisch/Asjkenazische uitspraak) of gebedsriemen zijn in het jodendom leren riemen met daaraan zwarte doosjes die op werkdagen bij het Joodse ochtendgebed worden gedragen. In de doosjes zitten teksten uit de Thora. Tijdens de sjabbat en tijdens feestdagen worden de riemen niet gebruikt, omdat tijdens die speciale dagen er op andere manieren wordt getuigd van de verheven gedachten. Tefilin worden ook wel fylacteria genoemd.
Op doordeweekse dagen worden de gebedsriemen gedragen bij het ochtendgebed (sjachariet). De gebedsriemen bestaan uit een hoofdstel (Hebreeuws tefillien shel rosh) en een gedeelte om de arm en hand (Hebreeuws tefillien shel jad).
De zwarte lederen doosjes (Hebreeuws bajit, meerv. batim; huis, huizen) bevatten op perkament geschreven tekstfragmenten:
- Exodus 13:1-10;
- Exodus 13:11-16;
- Deuteronomium 6: 4-9, met het Sjema, waarvan de tweede regel luidt: Je moet houden van de Eeuwige je God met heel je hart, heel je ziel en heel je vermogen.
- Deuteronomium 11: 13-21

Conform de tweede regel van het Sjema worden de doosjes aangebracht op de bovenarm (dicht bij het hart, zetel van het gevoel), op het hoofd (zetel van de ziel) en de hand (als aanduiding van kracht). De doosjes worden bevestigd met behulp van de leren riemen. De riem om bovenarm en hand wordt zeven maal om de arm gewikkeld en dan om de hand geslagen. Op deze manier vormt de riem de letter Sjin uit het Hebreeuwse alfabet. Deze verwijst naar het begrip Sjaddai'', de almachtigheid van God. Mensen die rechtshandig zijn dragen de voor de hand bestemde tefilin aan de linkerarm, linkshandigen aan de rechterarm.

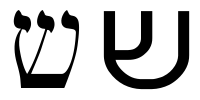
Sjin

Volgens de traditie dragen alleen mannen ouder dan 13 jaar, die Bar mitswa gedaan hebben, gebedsriemen. In sommige liberale gemeenten zijn er ook vrouwen die dat doen.
De oorsprong van het gebruik om gebedsriemen te dragen wordt gevonden in de Thora in Deuteronomium 6:8, 11:18 en Exodus 13:9,16. In deze passages worden de regels weinig gedetailleerd beschreven. De verdere ontwikkeling van deze traditie is gebaseerd op de mondelinge overlevering en beschreven in de Talmoed.